# جفت‌شدگی رویبرونیک
جفت‌شدگی رویبرونیک یا جفت‌شدگی چرخشی، ارتعاشی و الکترونیکی نشان دهنده تعامل به طور همزمان در یک مولکول است. هنگامی که یک انتقال جفت‌شدگی اتفاق می افتد ، برخلاف اتصال جرمی ، حالت های چرخشی ، ارتعاشی و الکترونیکی به طور هم زمان تغییر می کنند. این اتصال می تواند به صورت طیفی مشاهده شود و به راحتی در اثر رنر-تلر مشاهده می شود که در آن یک مولکول پلیاتومی خطی در حالت الکترونیکی انحطاط قرار دارد و ارتعاشات خمش باعث ایجاد یک اتصال بزرگ جفت‌شدگی می شود.